# Половецкая степь (ландшафтный парк)
Половецкая степь — региональный ландшафтный парк. Находится в Мангушском районе Донецкой области (230 га) возле села Захарьевка и Никольском районе Донецкой области (1105 га) возле села Темрюк. Статус ландшафтного парка присвоен решением Донецкого областного совета № 23/11-253 от 29 февраля 2000 года. Общая площадь − 1335 га. Представляет собой участки целинных степей Северного Приазовья.
Ландшафт парка типичный для северного Приазовья — он сильно расчленён, изрезан балками и речными долинами. Также на территории парка есть искусственные древесные насаждения.
Флора и фауна парка типичны для степи. Растительность — это разнотравно-типчаково-ковыльные и петрофитные группировки. Здесь произрастает много лекарственных растений. Часть растений занесены в Красную книгу Украины — ковыль Лессинга, ковыль волосистый, ковыль Графа, ковыль гранитный, прострел чернеющий, ирис низкий, астрагал шерстистоцветковый. Много рыбы водится в местных водоёмах.
В 2004 году Половецкая степь была включена в состав регионального ландшафтного парка «Меотида».